# Carta rogatoria
Un exhorto es un documento oficial que representa una solicitud formal hecha por un tribunal de un país a un tribunal de otro país en relación con algún tipo de asistencia judicial. La misma se enmarca dentro de la Cooperación Penal Policial Internacional e intervienen los ministerios públicos fiscales, poder judicial, organismos diplomáticos y fuerzas de seguridad. Los países pueden tener tratados bilaterales que marquen las pautas del exhorto, pero en caso de no contar se pueden utilizar convenios de reciprocidad para casos análogos.
En materia policíaca, la cooperación se realiza mediante INTERPOL.